# Acanthomysis fujinagai
Acanthomysis fujinagai är en kräftdjursart som beskrevs av Ii 1964. Acanthomysis fujinagai ingår i släktet Acanthomysis och familjen Mysidae. Inga underarter finns listade i Catalogue of Life.